# Helen McNicoll
Helen Galloway McNicoll (Toronto, 14 de dezembro de 1879 – Swanage, 27 de junho de 1915) foi uma pintora impressionista canadense, considerada uma das mais originais artistas canadenses.

## Vida e carreira
Nascida em Toronto em uma família influente, seus pais eram David McNicoll e Emily Pashley. Helen era a mais velha de oito irmãos e ficou surda ainda na infância devido à escarlatina, e como resultado focou nos estudos, no piano e na observação ao redor. Adolescente, ela estudou na Art Association of Montreal, com William Brymner em 1899. Em 1902, ela se mudou para a Inglaterra, para estudar na Slade School of Fine Art, sob a orientação de Philip Wilson Steer, onde ela foi encorajada a pintar ao ar livre, prática comum da escola Slade.
Em seguida, Emily estudou em St Ives (Cornualha), com Algernon Talmage, onde conheceu Dorothea Sharp, colega pintora e que se tornaria amiga de Emily. As duas viajaram pela França e pela Itália, onde dividiram o estúdio e posaram uma para o quadro da outra.
Foi membro da Royal Society of British Artists e da Royal Canadian Academy of Arts, tendo exposto quadros em exposições tanto na Europa, quanto na América do Norte. Sua paleta audaciosa de cores não agradava a alguns dos membros mais antigos das associações de arte, nem os temas comuns de seus quadros, mostrando mulheres independentes, em paisagens belamente iluminadas.

## Morte
Precocemente, Emily faleceu aos 35 anos, em Swanage, Dorset, Inglaterra, em 27 de junho de 1915, por complicações relacionadas à diabetes. Ela nunca se casou ou teve filhos.

## Galeria

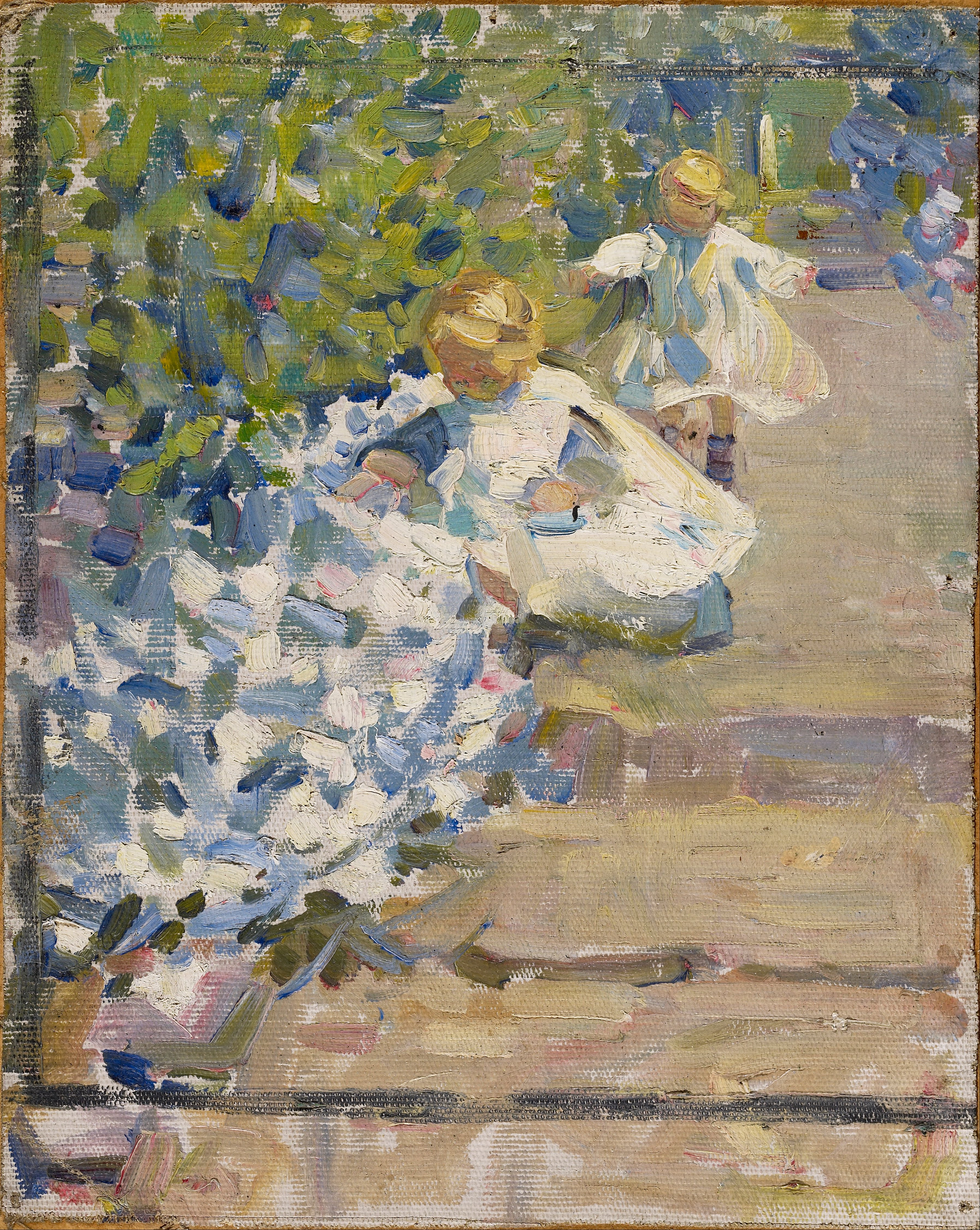
Sketch para "Picking Flowers", óleo sobre tela 1907/1917.
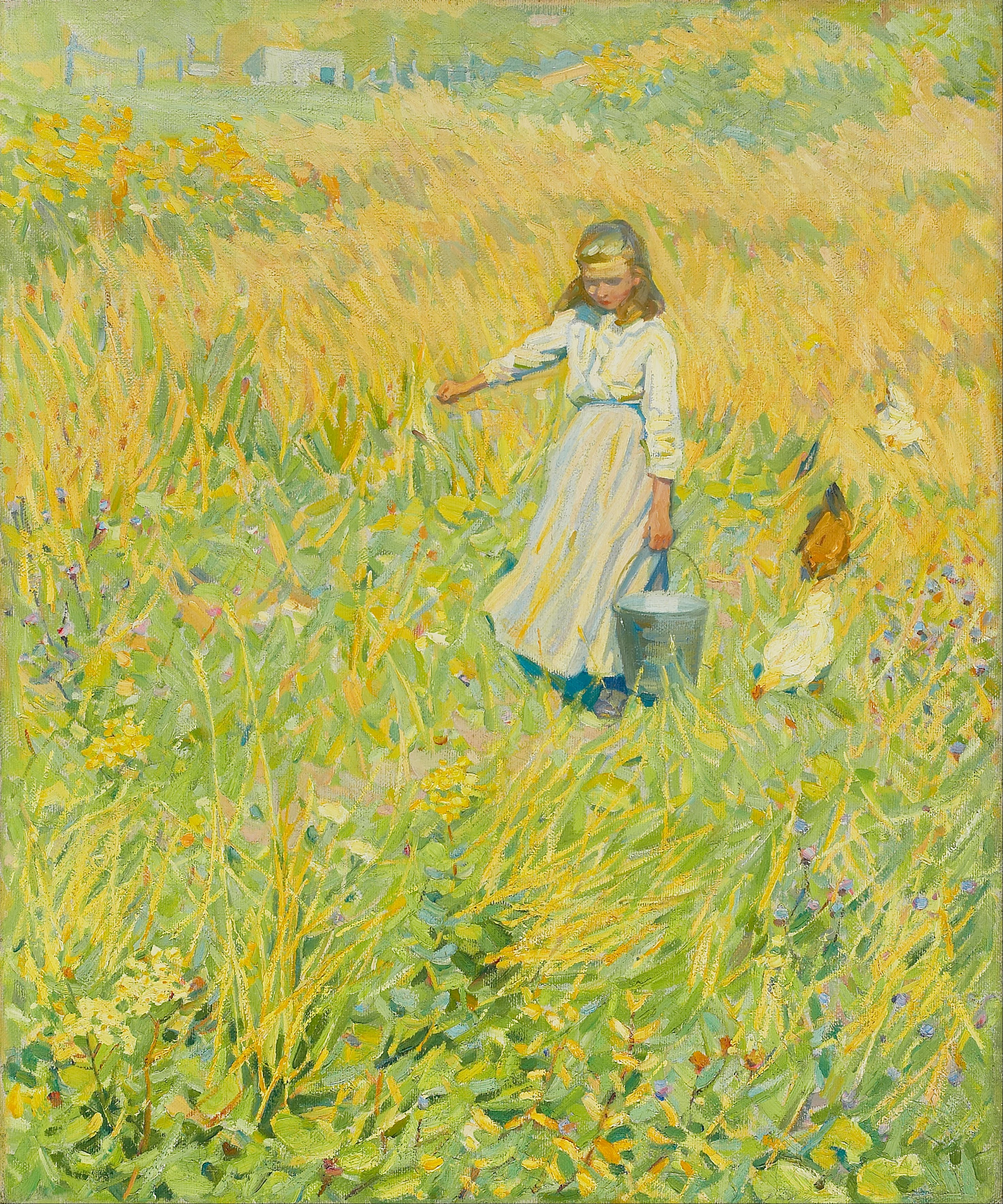
The Little Worker, óleo sobre tela, 1902/1912
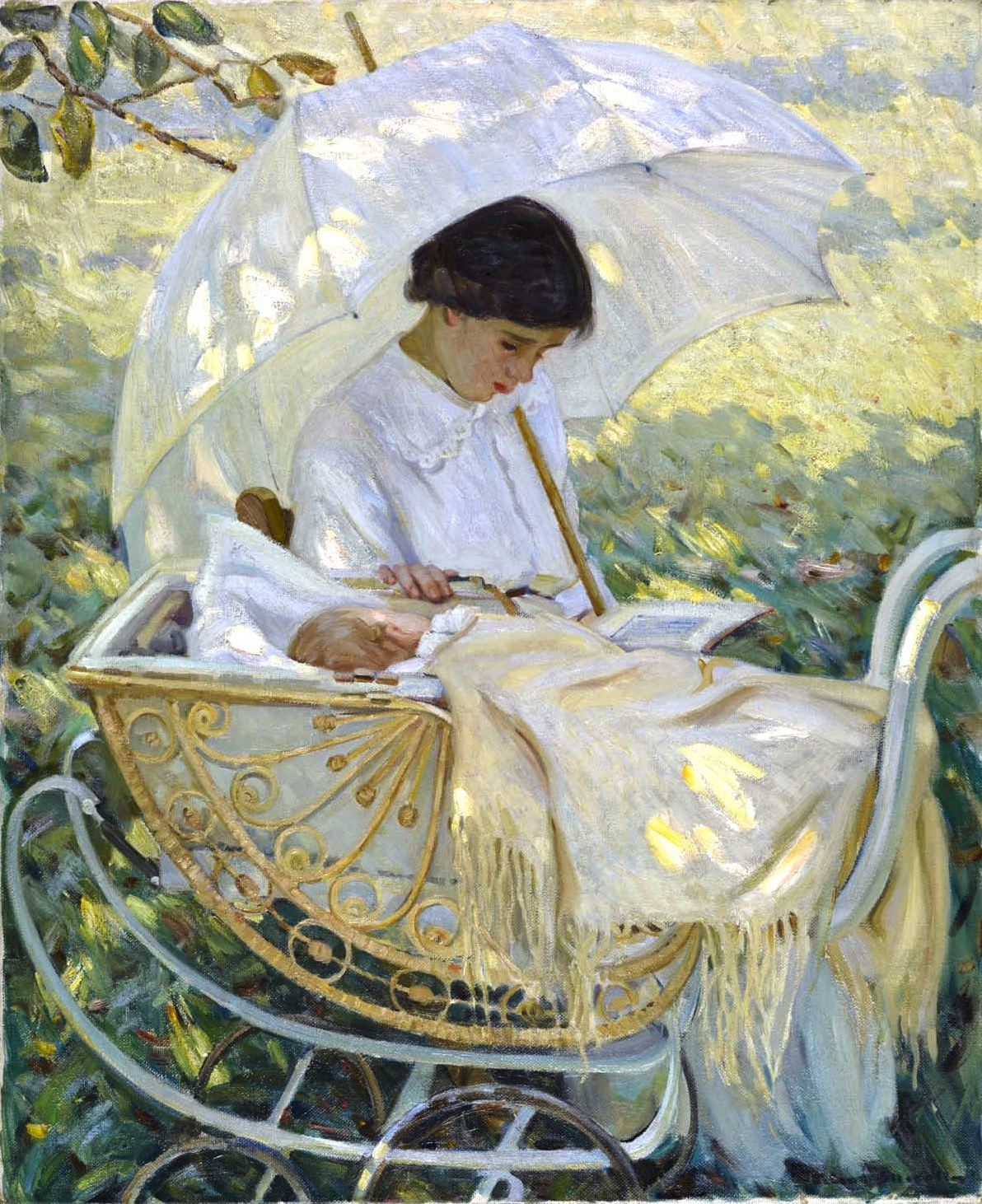
In the Shadow of the Tree óleo sobre tela, cerca de 1910
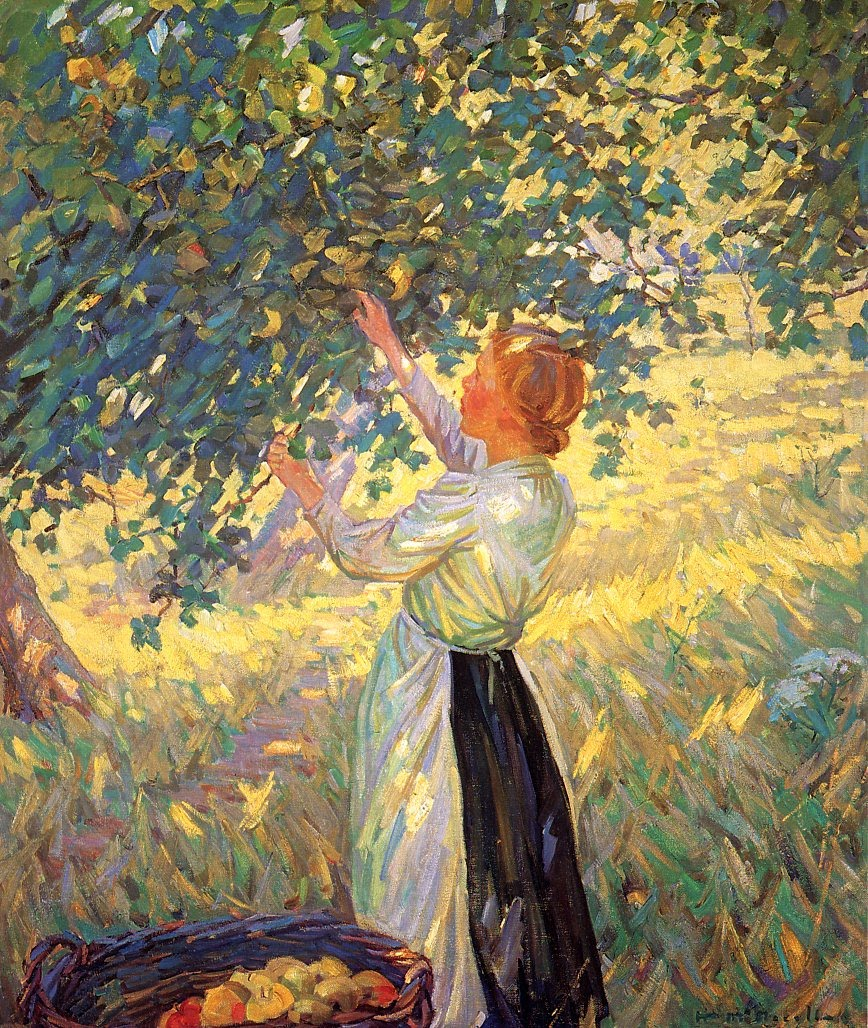
The Apple Gatherer, óleo sobre tela, cerca de 1900